# Mpika
Mpika est une ville de la Province septentrionale en Zambie. Sa population s'élève à 95 503 habitants en 2010.

## Histoire
Vers 1930, Mpika a été choisie comme point de passage sur la route aérienne entre l'Europe et l'Afrique du Sud, et un aérodrome y a été construit. Pour les transports terrestres, la Great North Road, construite dans la deuxième partie du XIXe siècle et reliant Le Cap au Caire, y passait également et a été longtemps une route de terre, marquée par un nombre incroyable de cuvettes de différentes tailles et profondeurs,.

## Personnalités liées à la ville
Y sont nés, notamment :
- Michael Sata, (1937-2014), homme politique zambien, président de la République de Zambie du 23 septembre 2011 au 28 octobre 2014.
- Betty Kaunda, (1928-2012), militante pour l'indépendance et première dame du pays de 1964 (l'indépendance) à 1991.